# Pterolophia parobscuroides
Pterolophia parobscuroides là một loài bọ cánh cứng trong họ Cerambycidae.